# Вільне життя (газета, Кіцмань)
Вільне життя — громадсько-політичний тижневик Кіцманщини (Чернівецька область).

## Історія
Газета «Вільне життя» заснована у червні 1941 як «Радянська правда» (10 випусків), під час війни не друкувалася, від лютого 1945 виходила під назвою «Зоря», від 1962 — «Зоря Прикарпаття», від 1963 — «Радянське життя», від грудня 1991 — сучасна назва.
Співзасновниками є редакція, Кіцманська районна державна адміністрація та Кіцманська районна рада. У 2016 році колектив газети вирішив роздержавитись.
Друкується українською мовою, наклад — 4–5 тис. прим.

## Колектив редакції

### Редактори
| Прізвище, ім'я          | Роки   | Фото |
| В. Макогон              | 1999—? |      |
| Ольга Віталіївна Кулько | нині   |      |

### Журналісти

#### Працюють
| Прізвище, ім'я | Фах, посада                              | Роки праці | Фото |
| Михайло Яровий | завідувач соціально-економічним відділом |            |      |